# Nicole Shields
Nicole Shields (* 9. September 1999 in Invercargill) ist eine neuseeländische Bahnradsportlerin, die auf Ausdauerdisziplinen spezialisiert ist.

## Sportlicher Werdegang
Shields fing im Alter von neun Jahren mit Radsport an, begann aber erst einige Jahre später ernsthaft mit dem Training. Ab 2014 war sie Mitglied des neuseeländischen Nachwuchsteams und fuhr zu diesem Zeitpunkt hauptsächlich Straßenrennen. Ab 2015 konzentrierte sie sich auf den Bahnradsport, war 2016 neuseeländische Junioren-Meisterin in der Einerverfolgung und gewann mehrere Medaillen bei Ozeanien-Meisterschaften. Bei den Junioren-Weltmeisterschaften war sie 2016 und 2017 zusammen mit anderen Mitgliedern der neuseeländischen Mannschaft zweimal Vize-Weltmeisterin in der Mannschaftsverfolgung. Das Geld für die Reise hatte sie durch eigene Arbeit sowie Einwerben von Spenden erwerben müssen.
Auch in der Elite war sie hauptsächlich in Einer- und Mannschaftsverfolgung erfolgreich, außerhalb Ozeaniens auch mit Siegen im Bahnrad-Weltcup 2019/20 und im Nations Cup 2024. Bei den Olympischen Spielen von Tokio gehörte sie zur Reserve für die Mannschaftsverfolgung.
Auf der Straße fuhr Shields von 2020 bis 2022 für das US-amerikanische Team DNA Pro Cycling, außer bei Rennen in Ozeanien auch beim Joe Martin Stage Race 2021; Siege konnte sie in dieser Zeit nicht erzielen.

Bei den Olympischen Spielen 2024 in Paris gewann sie die Silbermedaille in der Mannschaftsverfolgung.

## Erfolge
2015
 Ozeanien-Meisterschaften 2016 (Junioren) – Einerverfolgung
 Ozeanien-Meisterschaften 2016 (Elite) – Mannschaftsverfolgung (mit Libby Arbuckle, Holly Blakely, Emily Shearman und Ellesse Andrews)
2016
 Neuseeländische Meisterin (Junioren) – Einerverfolgung
 Weltmeisterschaft (Junioren) – Mannschaftsverfolgung (mit Emily Shearman, Kate Smith und Michaela Drummond)
 Ozeanien-Meisterin 2017 (Junioren) – Mannschaftsverfolgung (mit Ellesse Andrews, Emily Shearman und Kate Smith)
 Ozeanien-Meisterschaften 2017 (Junioren) – Einerverfolgung
2017
 Neuseeländische Meisterin (Junioren) – Scratch
 Weltmeisterschaft (Junioren) – Mannschaftsverfolgung (mit Ellesse Andrews, Kate Smith und Emily Shearman)
2018
 Ozeanien-Meisterschaften 2019 – Mannschaftsverfolgung (mit Ellesse Andrews, Emily Shearman und Jessie Hodges)
 Ozeanien-Meisterschaften 2019 – Einerverfolgung
2019
 Ozeanienmeisterin 2020 – Mannschaftsverfolgung (mit Jessie Hodges, Emily Shearman und Kirstie James)
 Weltcup in Hongkong – Mannschaftsverfolgung (mit Emily Shearman, Michaela Drummond und Ally Wollaston)
2020
 Neuseeländische Meisterin – Omnium
2021
 Neuseeländische Meisterin – Mannschaftsverfolgung (mit Kirstie James, Emily Paterson und Rylee McMullen)
2024
 Ozeanienmeisterin – Mannschaftsverfolgung (mit Bryony Botha, Emily Shearman, Ally Wollaston und Michaela Drummond)
 Ozeanienmeisterin – Einerverfolgung
 Nations Cup in Hongkong – Mannschaftsverfolgung (mit Bryony Botha, Emily Shearman und Samantha Donnelly)
 Olympische Spiele – Mannschaftsverfolgung